# Melrose (ort i Mauritius)
Melrose är en ort i Mauritius.   Den ligger i distriktet Moka, i den västra delen av landet, 18 km sydost om huvudstaden Port Louis. Melrose ligger 346 meter över havet och antalet invånare är 2 002. Den ligger på ön Mauritius.
Terrängen runt Melrose är platt åt nordväst, men åt sydost är den kuperad. Terrängen runt Melrose sluttar brant österut. Runt Melrose är det ganska tätbefolkat, med 104 invånare per kvadratkilometer. Närmaste större samhälle är Port Louis, 18,3 km nordväst om Melrose. I omgivningarna runt Melrose växer i huvudsak städsegrön lövskog.